# جوليو سيزار روكا كوستا
جوليو سيزار روكا كوستا (بالبرتغالية: Júlio César Rocha Costa‏) (12 مايو 1980 في سانتوس، ساو باولو في البرازيل – )؛ هو لاعب كرة قدم سابق كان يلعب كمدافع.

## وصلات خارجية
- جوليو سيزار روكا كوستا على موقع رابطة كرة القدم اليابانية للمحترفين (اليابانية)
- جوليو سيزار روكا كوستا على موقع قاعدة بيانات كرة القدم.إي يو (الإنجليزية)
- جوليو سيزار روكا كوستا على موقع Soccerway.com (الإنجليزية)
- جوليو سيزار روكا كوستا على موقع عالم كرة القدم.نت (الإنجليزية)